# Buthus trinacrius
Espèce
Buthus trinacrius est une espèce de scorpions de la famille des Buthidae.

## Distribution
Cette espèce est endémique de Sicile en Italie. Elle se rencontre vers Palerme.
Cette espèce a été décrite à partir de spécimens anciens, les auteurs pensent qu'elle pourrait être éteinte du fait de l'urbanisation.

## Description
Le mâle holotype mesure 57,6 mm et la femelle paratype 59,8 mm.

## Étymologie
Son nom d'espèce lui a été donné en référence au lieu de sa découverte, la  Trinacrie.

## Publication originale
- Lourenço & Rossi, 2013 : « A Confirmation of a new species of Buthus Leach, 1815 from Sicily (Scorpiones, Buthidae). Biogeographical implications. » Revista Ibérica de Aracnología, no 22, p. 9-14 (texte intégral).